# Aschbach (Westpfalz)
Aschbach település Németországban, Rajna-vidék-Pfalz tartományban. Lakosainak száma 296 fő (2023. december 31.).

## Népesség
A település népességének változása:
| Lakosok száma | 357  | 309  | 306  | 304  | 309  | 296  |
|               | 1975 | 2017 | 2019 | 2021 | 2022 | 2023 |